# Budanj
Budanj (cyr. Будањ) – wieś w Bośni i Hercegowinie, w Republice Serbskiej, w gminie Foča. W 2013 roku liczyła 98 mieszkańców.